# Illokúciós aktus
Az illokúciós aktus a beszédaktus-elmélet egyik alapfogalma, arra a cselekvésre utal, amit a beszélő valaminek a mondásakor elvégez, pl. megígér, kér, tanácsol valamit. Ennek a cselekvésnek a véghezvitele mindig a beszélő szándékában áll; a hallgató számára pedig a beszélő szándékának felismerését gyakran a konvenciók segítik elő.

## A fogalom Austin és Searle munkáiban
Az illokúciós aktus John L. Austin beszédaktus elméletében a lokúciós aktussal és a perlokúciós aktussal együtt létrehozott fogalomhármas egyik tagja. Mint ilyen, szembeállítható a fogalomhármas másik két tagjával; vagyis elkülöníthető attól, hogy a beszélő pusztán mond valamit, ez a lokúciós aktus; és attól is, hogy mit ér el a beszélő valaminek a kimondásával, (pl. a hallgató teljesíti a kérését) ez pedig a perlokúciós aktus.
John R. Searle megközelítésében az illokúciós aktus a megnyilatkozási aktussal és a propozicionális aktussal alkot fogalomhármast, ugyanakkor használja a perlokúciós aktus fogalmát is. Ebben az értelemben az illokúciós aktus elkülöníthető szavak (morfémák, mondatok) kimondásától: ez a megnyilatkozási aktus; és a propozicionális aktushoz tartozó referálástól (valamire utalás) és a predikálástól is (valaminek az állítása).

## Az illokúciós aktusok szerkezete
Az illokúciós aktusok Searle elemzése alapján két részből tevődnek össze: egy propozicionális tartalom jelölőből (jele p) és egy illokúciós erő jelölőből (jele F). A propozicionális tartalom jelölő a mondat tartalmára vonatkozik (például: mire szólít fel, vagy mit jelent ki a beszélő), az illokúciós erő jelölő pedig a mondat illokúciós erejét fejezi ki: azaz azt, hogy mit tesz a beszélő (például: felszólít valamire, vagy kér valamit). A „Megígérem, hogy elmegyek.“ mondatban tehát a „megígérem“ az illokúciós erő jelölője, a „hogy elmegyek“ pedig a propozicionális tartalom jelölője. Ezt a szerkezetet a következő képlettel jelölhetjük: F(p).
Egy adott propozicionális tartalmat több illokúciós erőt jelölő szerkezethez is társíthatunk. Például az a mondat, hogy „Ez veszélyes.“, lehet figyelmeztetés a hallgató felé, de lehet tagadás is, ha az adott helyzetben valaki épp azt állította, hogy nincs mitől tartani. Ugyanez megfordítva is igaz: egy illokúciós erőt jelölő szerkezethez többféle propozicionális tartalom járulhat, például: „Megígérem, hogy elmegyek.“ és „Megígérem, hogy ott leszek.“
Az illokúciós erő azonban nincs mindig kifejezetten jelölve a megnyilatkozásban. Az Austin elnevezése szerinti implicit vagy elsődleges performatívumok (például: „Kifelé!“) és a Searle által által vizsgált közvetett beszédaktusok (pl. „El tudnád hozni nekem a levelet?) használatakor sem jelenik meg a felszínen.